# Pamillia
Pamillia is een geslacht van wantsen uit de familie van de Miridae (Blindwantsen). Het geslacht werd voor het eerst wetenschappelijk beschreven door Uhler in 1887.

## Soorten
Het genus bevat de volgende soorten:

- Pamillia affinis (Knight, 1925)
- Pamillia behrensii (Uhler, 1887)
- Pamillia nicaraguensis (Carvalho, 1992)
- Pamillia nyctalis (Knight, 1925)
- Pamillia pilosella (Knight, 1925)